# XXV Congreso del Partido Comunista de la Unión Soviética
El XXV Congreso del Partido Comunista de la Unión Soviética (PCUS) se reunió en la ciudad de Moscú entre el 24 de febrero y el 5 de marzo de 1976.
El entonces Secretario General del PCUS Leonid Brézhnev saludó a los 4.998 delegados soviéticos y a los representantes provenientes de 96 partidos comunistas de todo el mundo entonces alineados con la URSS.
Entre las naciones comunistas, tan sólo las “antirrevisionistas” República Popular China y Albania, las cuales estaban distanciadas de la URSS después del denominado cisma sino-soviético de 1960, no enviaron representantes.
El Congreso en sí mismo produjo pocas sorpresas, con el principal énfasis puesto en la estabilidad política y económica, además de en la perspectiva de un eventual éxito en el futuro.
Tal vez porque el recuerdo de la invasión de Checoslovaquia por el Pacto de Varsovia de agosto de 1968 estaba relativamente fresco en las memorias de varios de los concurrentes, Leonid Brézhnev declaró que la Unión Soviética no invadiría otros países ni combatiría contra ellos. No obstante, se hizo poca mención de los problemas fundamentales a los que ya se estaba enfrentando la URSS, en particular la desaceleración de la tasa de crecimiento económico y la baja producción agrícola, a pesar de una relativamente fuerte inversión al respecto.
Las únicas voces críticas fueron las de algunos líderes o dirigentes marxistas extranjeros, sobre todo de aquellos enrolados en las corrientes del eurocomunismo (la cual sostenía que los partidos comunistas de los más ricos o desarrollados países de Europa Occidental debían buscar su propia vía hacia el socialismo) y del policentrismo (relacionada al líder comunista italiano Palmiro Togliatti, la cual defendía la tesis de que Moscú no era el único centro de “irradiación ideológica”, sino que otras capitales europeas tales como París o Roma también lo eran). Al respecto de lo anteriormente mencionado, el entonces líder comunista francés Georges Marchais boicoteó el Congreso después de haber criticado la represión de los disidentes soviéticos.
Una de los principales problemas a los que se enfrentaban los líderes soviéticos, pero que hasta entonces todavía era continuamente evadido, era el del envejecimiento y la cada vez más evidente necesidad de rejuvenecer el Politburó, cuyos miembros tenían una edad promedio de 66 años, mientras que el propio Leonid Brézhnev ya tenía 69 años. No obstante este preocupante problema que ya estaba comenzando a transformar al régimen soviético en cada vez más gerontocrático, la membresía de este selecto grupo partidario permaneció prácticamente sin cambios, al margen de que dos nuevos miembros fueron ascendidos al Politburó, Dmitri Ustínov y Grigori Románov, llevando su entonces número a dieciséis.